# Варзокса
Варзокса — река в России, протекает по Котласскому району Архангельской области. Устье реки находится в 66 км по правому берегу реки Вычегда (бассейн Северной Двины). Длина реки составляет 21 км.

## География
Высота истока — 176 м над уровнем моря. Основное направление течения реки — юг. В верхнем течении Варзокса течёт строго на юг, но ниже посёлка Лесного 14-го км. река течёт вдоль узкоколейной железной дороги Харитоново — Кваша (Нюбская УЖД). Затем река поворачивает на юго-восток, где выходит в пойму Вычегды, и на ней находятся несколько деревень, в том числе Новиково, Трегубовская. У деревни Трегубовская Варзокса впадает в Вычегду.

## Притоки
- Западная Варзокса
- Варзуфка

## Населённые пункты
- Лесной 14-го км.
- Новиково
- Трегубовская

## Данные водного реестра
По данным государственного водного реестра России относится к Двинско-Печорскому бассейновому округу, водохозяйственный участок реки — Вычегда от города Сыктывкар и до устья, речной подбассейн реки — Вычегда. Речной бассейн реки — Северная Двина.
Код объекта в государственном водном реестре — 03020200212103000024297.